# Nationwide Tour 2010
De Nationwide Tour 2010 was het 21ste seizoen van de opleidingstour van de PGA Tour en het achtste seizoen onder de naam Nationwide Tour. Het seizoen begon met het Michael Hill New Zealand PGA Championship, in januari 2010, en eindigde met het Nationwide Tour Championship, in oktober 2010. Er stonden 29 toernooien op de agenda.

## Kalender
| Data  | Data  | Toernooi                                    | Stad                       | Winnaar           | Score | Score | Info                 |
| ----- | ----- | ------------------------------------------- | -------------------------- | ----------------- | ----- | ----- | -------------------- |
| 28-01 | 31-01 | Michael Hill New Zealand PGA Championship   | Arrowtown, Nieuw-Zeeland   | Bobby Gates       | 274   | –14   |                      |
| 04-02 | 07-02 | Moonah Classic                              | Melbourne, Australië       | Jim Herman po     | 277   | –11   |                      |
| 25-02 | 28-02 | Panama Digicel Championship                 | Panama-Stad, Panama        | Fran Quinn        | 265   | –15   |                      |
| 04-03 | 07-03 | Pacific Rubiales Bogotá Open                | Bogotá, Colombia           | Steve Pate po     | 273   | –11   | Nieuw toernooi       |
| 25-03 | 28-03 | Chitimacha Louisiana Open                   | Broussard, Louisiana       | Fabian Gomez      | 269   | –15   |                      |
| 15-04 | 18-04 | Fresh Express Classic at TPC Stonebrae      | Hayward, Californië        | Kevin Chappell    | 264   | –20   |                      |
| 22-04 | 25-04 | South Georgia Classic                       | Valdosta Georgia           | Ewan Porter       | 277   | –11   |                      |
| 29-04 | 02-05 | Athens Regional Foundation Classic          | Athens, Georgia            | Martin Piller     | 272   | –12   |                      |
| 13-05 | 16-05 | BMW Charity Pro-Am                          | Greer, South Carolina      | Justin Hicks      | 266   | –20   |                      |
| 20-05 | 23-05 | Rex Hospital Open                           | Raleigh, North Carolina    | John Riegger      | 193   | –20   | 54-holes (regenweer) |
| 03-06 | 06-06 | Melwood Prince George's County Open         | Potomac, Maryland          | Tommy Gainey      | 267   | –17   |                      |
| 17-06 | 20-06 | Fort Smith Classic                          | Fort Smith, Arkansas       | Chris Kirk        | 264   | –16   |                      |
| 24-06 | 27-06 | Mexico Open                                 | Léon, Mexico               | Jamie Lovemark po | 276   | –12   |                      |
| 08-07 | 11-07 | Ford Wayne Gretzky Classic                  | Thornbury, Canada          | Peter Tomasulo    | 261   | –24   |                      |
| 15-07 | 18-07 | Chiquita Classic                            | Cincinnati, Ohio           | Tommy Gainey      | 261   | –27   | Nieuw toernooi       |
| 22-07 | 25-07 | Nationwide Children's Hospital Invitational | Columbus, Ohio             | D.J. Brigman      | 274   | –10   |                      |
| 29-07 | 01-08 | Cox Classic                                 | Omaha, Nebraska            | Martin Piller     | 261   | –23   |                      |
| 05-08 | 08-08 | Preferred Health Systems Wichita Open       | Wichita, Kansas            | Jhonattan Vegas   | 264   | –20   |                      |
| 12-08 | 15-08 | Price Cutter Charity Championship           | Springfield, Missouri      | Hunter Haas       | 262   | –25   |                      |
| 26-08 | 29-08 | Knoxville News Sentinel Open                | Knoxville, Tennessee       | Chris Kirk        | 268   | –20   |                      |
| 02-09 | 05-09 | Mylan Classic                               | Pittsburgh, Pennsylvania   | Kevin Kisner      | 271   | –13   | Nieuw toernooi       |
| 09-09 | 12-09 | Utah Championship                           | Sandy, Utah                | Michael Putnam    | 266   | –18   |                      |
| 16-09 | 19-09 | Albertsons Boise Open                       | Boise, Idaho               | Hunter Haas       | 263   | –21   |                      |
| 23-09 | 26-09 | WNB Golf Classic                            | Midland, Texas             | Nate Smith        | 270   | –18   |                      |
| 30-09 | 03-10 | Soboba Classic                              | San Jacinto, Californië    | Steven Bowditch   | 265   | –19   |                      |
| 07-10 | 10-10 | Chattanooga Classic                         | Chattanooga, Tennessee     | Scott Gardiner po | 269   | –19   |                      |
| 14-10 | 17-10 | Miccosukee Championship                     | Miami, Florida             | Jason Gore        | 268   | –16   |                      |
| 21-10 | 24-10 | Winn-Dixie Jacksonville Open                | Ponte Vedra Beach, Florida | David Mathis      | 272   | –8    | Nieuw toernooi       |
| 29-10 | 31-10 | Nationwide Tour Championship                | Charleston, South Carolina | Brendan Steele po | 275   | –13   |                      |

| po = winnaar na play-off |